# 金珍洙
金 珍洙（キム・ジンス、朝鮮語: 김진수、1992年6月13日 - ）は、大韓民国・全羅北道全州市出身のプロサッカー選手。Kリーグ1・FCソウル所属。ポジションはディフェンダー（左サイドバック）。韓国代表。

## 経歴

### クラブ
高校在学時からJリーグ入りを望み、独学で日本語を学習していた。
2012年、慶熙大学校からアルビレックス新潟に入団。同時期に加入した中村太亮と共に移籍した酒井高徳の後釜として期待され、中村の怪我もあってプレシーズンマッチから左サイドバックのレギュラーに定着した。初出場となった2月19日のプレシーズンマッチ・ヴィッセル神戸戦では、ミドルレンジからのシュートで得点を記録している。
シーズン開幕後もレギュラーとしてプレーしたが、新潟は降格圏に低迷し、金も「運動量や細かいプレースタイルに頭が混乱している」と機能しなかった。5月19日のジュビロ磐田戦では前半のうちに警告を2枚受けて退場になり、チームも1対6で大敗。監督の黒崎久志は退任に追い込まれた。黒崎の後を受けた柳下正明の就任当初は信頼を得られず、早い時間で交代させられたこともあった。
6月24日行われた新潟経営大学との練習試合で右膝内側半月板を損傷。全治2か月の重傷と診断され、治療に専念するため韓国へ帰国した。2ヶ月半の離脱後レギュラーに復帰し、勝利しても降格決定の可能性がある中で迎えた11月24日のベガルタ仙台戦でプロ初ゴールを記録。新潟は次試合も勝利してJ1に残留した。
2014年6月13日、ドイツ・ブンデスリーガのTSG1899ホッフェンハイムへ移籍。契約期間は4年。
2017年、韓国の全北現代モータースに完全移籍加入。初の母国Kリーグでのプレーとなった。
2020年8月30日、サウジ・プロフェッショナルリーグのアル・ナスルFCへの完全移籍が報じられ、同日全北現代は事実を認めて金珍洙の退団を発表。9月8日にはアル・ナスルも正式に加入を発表した。
2021年7月1日、アル・ナスルからの期限付き移籍で古巣の全北現代モータースに復帰。翌2022年には期限付き移籍期間が延長され、2023年7月21日には双方合意の下でアル・ナスルと契約解除し、全北現代に完全移籍した。
2024年12月30日、FCソウルへの移籍が発表された。

### 代表
U-17世代から韓国の年代別代表に選出され、2011年にU-20ワールドカップへ出場している。2013年7月20日、東アジアカップ2013のオーストラリア戦でA代表初出場を記録。2014年にはFIFAワールドカップ・ブラジル大会の韓国代表23名に選出されたが、負傷により辞退し朴柱昊と交代した。
2014年9-10月、仁川アジア大会に出場し、韓国の優勝により兵役を免除された。

## 個人成績
| 国内大会個人成績 | 国内大会個人成績 | 国内大会個人成績 | 国内大会個人成績 | 国内大会個人成績 | 国内大会個人成績 | 国内大会個人成績 | 国内大会個人成績 | 国内大会個人成績 | 国内大会個人成績 | 国内大会個人成績 | 国内大会個人成績 |
| 年度             | クラブ           | 背番号           | リーグ           | リーグ戦         | リーグ戦         | リーグ杯         | リーグ杯         | オープン杯       | オープン杯       | 期間通算         | 期間通算         |
| 年度             | クラブ           | 背番号           | リーグ           | 出場             | 得点             | 出場             | 得点             | 出場             | 得点             | 出場             | 得点             |
| 日本             | 日本             | 日本             | 日本             | リーグ戦         | リーグ戦         | リーグ杯         | リーグ杯         | 天皇杯           | 天皇杯           | 期間通算         | 期間通算         |
| ---------------- | ---------------- | ---------------- | ---------------- | ---------------- | ---------------- | ---------------- | ---------------- | ---------------- | ---------------- | ---------------- | ---------------- |
| 2012             | 新潟             | 19               | J1               | 23               | 1                | 4                | 0                | 1                | 0                | 28               | 1                |
| 2013             | 新潟             | 19               | J1               | 31               | 0                | 4                | 0                | 1                | 1                | 36               | 1                |
| 2014             | 新潟             | 19               | J1               | 12               | 0                | 2                | 1                | -                | -                | 14               | 1                |
| ドイツ           | ドイツ           | ドイツ           | ドイツ           | リーグ戦         | リーグ戦         | リーグ杯         | リーグ杯         | DFBポカール      | DFBポカール      | 期間通算         | 期間通算         |
| 2014-15          | ホッフェンハイム | 20               | ブンデス         | 19               | 0                | -                | -                | 2                | 0                | 21               | 0                |
| 2015-16          | ホッフェンハイム | 20               | ブンデス         | 15               | 0                | -                | -                | 0                | 0                | 15               | 0                |
| 2016-17          | ホッフェンハイム | 20               | ブンデス         | 0                | 0                | -                | -                | 0                | 0                | 0                | 0                |
| 韓国             | 韓国             | 韓国             | 韓国             | リーグ戦         | リーグ戦         | リーグ杯         | リーグ杯         | FA杯             | FA杯             | 期間通算         | 期間通算         |
| 2017             | 全北現代         | 22               | Kリーグ1部       | 28               | 4                | -                | -                | 1                | 0                | 29               | 4                |
| 2018             | 全北現代         | 22               | Kリーグ1部       |                  |                  | -                | -                |                  |                  |                  |                  |
| 通算             | 日本             | 日本             | J1               | 66               | 2                | 10               | 1                | 2                | 1                | 78               | 3                |
| 通算             | ドイツ           | ドイツ           | ブンデス         | 34               | 0                | -                | -                | 2                | 0                | 36               | 0                |
| 通算             | 韓国             | 韓国             | Kリーグ1部       | 28               | 4                | -                | -                | 1                | 0                | 29               | 4                |
| 総通算           | 総通算           | 総通算           | 総通算           | 128              | 5                | 10               | 1                | 5                | 1                | 143              | 7                |

- Jリーグ初出場 - 2012年3月10日 J1 第1節 対川崎フロンターレ戦 (等々力陸上競技場)
- Jリーグ初得点 - 2012年11月24日 J1 第33節 対ベガルタ仙台戦 (ユアテックスタジアム仙台)

## 代表歴
- 2009年 U-17韓国代表
- 2010年 U-19韓国代表
- 2011年 FIFA U-20ワールドカップ韓国代表、U-22韓国代表
- 2013年- 韓国代表
- 2014年 2014年アジア競技大会 (U-23韓国代表)
- 2015年 AFCアジアカップ2015
- 2019年 AFCアジアカップ2019

### 試合数
- 国際Aマッチ 71試合 2得点（2013年-）[12]

| 韓国代表 | 国際Aマッチ | 国際Aマッチ |
| 年       | 出場        | 得点        |
| -------- | ----------- | ----------- |
| 2013     | 5           | 0           |
| 2014     | 5           | 0           |
| 2015     | 13          | 0           |
| 2016     | 1           | 0           |
| 2017     | 9           | 0           |
| 2018     | 3           | 0           |
| 2019     | 12          | 1           |
| 2020     | 0           | 0           |
| 2021     | 3           | 0           |
| 2022     | 16          | 1           |
| 2023     | 4           | 0           |
| 2024     |             |             |
| 通算     | 71          | 2           |